# Nicholas Staggins
Nicholas Staggins, mort le 13 juin 1700, est un compositeur anglais.
Staggins étudie d'abord la musique auprès de son père. Il est nommé Maître de musique du roi par Charles II en 1674. En 1682, il lui est accordé un doctorat en musique de l'université de Cambridge et de 1684 jusqu'à sa mort, il est professeur de musique à Cambridge. Après sa mort dans la nuit du 12 au 13 juin 1700, John Eccles lui succède à ce poste.
Des quelques fragments de sa musique qui nous sont parvenus, son talent musical est généralement considéré comme limité. Son œuvre la plus importante est sa musique pour le masque Calisto, or The Chaste Nymph de John Crowne. Parmi ses autres œuvres figurent des odes pour les anniversaires du roi Guillaume III (au moins en 1693, 1694 et 1696). Il écrit également de la musique de scène pour Conquest of Granada et Marriage à la Mode de John Dryden, The Man of Mode de George Etherege, Gloriana de Nathaniel Lee et Epsom Wells de Thomas Shadwell.
Dans Letters from the Dead to the Living de Tom Brown (en), Staggins est décrit comme ayant « les jambes arquées et considéré de façon dédaigneuse ». À sa mort il est enterré à Woollon le 16 juin 1700 dans la chapelle Saint-Georges du château de Windsor.